# Артикулы Маршалковские
Артикулы маршалковские — сборник законов, которыми руководствовались великие коронные маршалки в Польше, при судебных разбирательствах преступлений, подлежавших их юрисдикции.
В Польском государстве существовали артикулы (постановления, правила) касающиеся преимущественно военного (артикулы гетманские) и полицейского дела (артикулы маршалковские). Маршалки сначала были обязаны распоряжаться придворными и государственными церемониями, удалением непослушных, расследованием и судом проступков и наказанием непослушных и виновных. Станислав-Август, польский король, освободил маршалков от обязанностей по управлению королевским двором, но сохранил за ними другую маршалковскую юрисдикцию. Сеймовым постановлением, от 1776 года, был учреждён Маршалковский суд для уголовных дел, таксы припасов и товаров, дел о долгах, решения данного суда обжалованию не подлежали.  
Артикулы маршалковские подтверждены конституцией (1678 года) и состояли из 20 статей касавшихся:
1. Преступления против общественного порядка.
2. Запрещение стрельбы в местах, где находился король.
3. Обязанности любого иностранца, прибывшего в королевскую резиденцию, известить маршалка о себе.
4. Обид и увечий, наносимых кому либо.
5. Правила борьбы с пожарами.
6. Музыки в общественных местах.
7. Почестей, отдаваемых иностранным послам.
8. Беспорядков на улицах города: шум, насилие и так далее.
9. Ответственности слуг за нехорошее поведение в публичных местах.
10. Безопасности мещан, простого народа и евреев.
11. Порядка квартирования сенаторов в королевском замке.
12. Изгнания людей без определённых занятий и бездомных из городов.
13. Запрещения грубого поведения купцов.
14. Закрытия питейных заведений после 20 часов.
15. Запрета лишения купцов их товара.
16. Подделки мер и весов.
17. Обязанности фельдшеров после освидетельствования ран сообщать об их характере.
18. Обязанности всякого, находившегося под маршалковском суде, вести себя прилично.
19. Наказание смертью всякого, кто осмелится ударить маршаловского служителя (полицейского).
20. Наказание розгами и клеймения ушей распутных женщин.

Характер этих узаконений говорит о том, что Артикулы Маршалковские прежде всего были полицейскими предписаниями.